# Emily Kusche
Emily Kusche, née le 15 janvier 2002 à Berlin, est une actrice allemande.

## Biographie
Emily Kusche a grandi dans le quartier berlinois de Prenzlauer Berg. Depuis ses années d'école primaire, elle s'intéresse à la comédie et participe à de nombreuses publicités. En 2011, l'actrice apparaît pour la première fois dans la série allemande Löwenzahn, produite par la ZDF, chaîne de télévision allemande. En 2013, elle interprète l'un des rôles principaux dans la production cinématographique Le Petit Fantôme (Das kleine Gespenst) du réalisateur suisse Alain Gsponer.
En 2017, elle évolue en binôme avec Flora Li Thiemann  dans le long métrage Tigermilch, film sur le passage à l'âge adulte au cœur de la capitale allemande,. En 2018, elle incarne Klara dans le long métrage Le Vent de la liberté de Michael Herbig. Le film raconte l'histoire vraie de deux familles allemandes ayant réussi à fuir la RDA grâce à un vol en  montgolfière.

## Filmographie

### Cinéma
- 2013 : Le petit fantôme (Das kleine Gespenst) de Alain Gsponer : Marie
- 2017 : Tigermilch de Ute Wieland : Jameelah
- 2018 : Steig. Nicht. Aus! de Christian Alvart : Josefine Brendt
- 2018 : Le Vent de la liberté (Ballon) de Michael Herbig : Klara Baumann
- 2019 : Das perfekte Geheimnis de Bora Dagtekin : Sophie Tochter[5]
- 2019 : Deutschland ist... Heim de Cenk Yengiloglu
- 2020 : Cortex de Moritz Bleibtreu : Emily

### Séries télévisées
- 2018 : Dogs of Berlin : la baby-sitter
- 2019 : Der Kroatien Krimi : Sonya Tomic
- 2020 : Sløborn : Evelin Kern[6]